# Amplitud de onda

## Introducción
Partiendo de la física, una onda es una propagación de energía en el espacio con presencia o ausencia de materia . Las ondas se producen cuando la materia vibra u oscila. Existen distintos tipos de onda según los criterios que se emplean para clasificarlas (según el medio en el que se propagan, la dirección... ). Algunos ejemplos son la onda mecánica, la onda electromagnética o la onda gravitacional . Así, una onda guarda un gran abanico de propiedades y características que la definen. Una de ellas es la amplitud de onda .
La amplitud de onda es el máximo desplazamiento que experimenta el punto de una onda en contraposición con su estado de equilibrio. Este concepto va ligado a la cantidad de energía que puede cargar la onda, pues si incrementa la energía, incrementa la amplitud de onda, y lo mismo ocurre a la inversa.
La amplitud (del latín amplitudo ) se define como el alargamiento o distensión de algo. En este caso, hablando de ondas, consideramos la amplitud como el punto en el que la onda experimenta su alargamiento o distensión máximo hacia la posición más estable o equilibrada que por naturaleza tiene aquella onda. Esta puede llegar a crear formas y patrones diferentes.

## Unidades vinculadas a la amplitud de onda
Como se ha mencionado anteriormente, existen muchos tipos de ondas y, por tanto, las tetas que se emplean para medir su amplitud varían en función del tipo de onda de la que se trate:
- Ondas mecánicas: Se mide con metros u otras medidas de longitud como el kilómetro, el hectómetro, el decámetro, el decímetro, el centímetro o el milímetro.
- Ondas electromagnéticas: Se mide con candelas (Cd), la unidad del Sistema Internacional que mide la intensidad luminosa.[4]
- Ondas de corriente alterna: El Ampere o el Volt permiten concretar la amplitud de onda de corriente alterna. Estas unidades miden la corriente eléctrica y su intensidad.
- Ondas sonoras: El milíbar (1000 milíbares equivalen a 1 bar) o el Pascal (la unidad de presión del Sistema Internacional) miden la presión y son las unidades correctas para calcular la amplitud de onda en aquellas de tipo sonoro .[5]

## Representación en una gráfica
La amplitud de una onda puede representarse en una gráfica con una curva del tipo sinusoide ubicada en las coordenadas cartesianas. Si se toma el eje X como punto medio, la amplitud de onda estará dada por el espacio que existe entre el punto más elevado del eje Y que toca la sinusoide y el anteriormente mencionado eje X. Según los tipos de onda, tienen una representación gráfica u otra:
- Cuando hablamos de una onda de tipo mecánica, se utilizan las unidades de longitud para medirlas.
- Si se está trabajando con una onda electromagnética lo que se va a hacer para medir su amplitud será utilizar una unidad que se corresponde con un número de candelas.
- En las ondas consideradas de corriente alterna se usan amperios y voltios a la hora de medirlas. Algunas de las partes de este tipo de ondas son la frecuencia (f), el período (T), el voltaje pic-pic (Vpp) y el voltaje RMS. (Vrms).
- A la hora de medir las ondas sonoras la amplitud de onda permite saber la distancia que existe entre el pico de onda (el valor más alto) y su base, midiéndose en decibelios. A medida que crece esta amplitud aumentan los decibelios, reflejando un crecimiento de la intensidad (el volumen) del sonido.[3]